# 希腊旋转烤肉

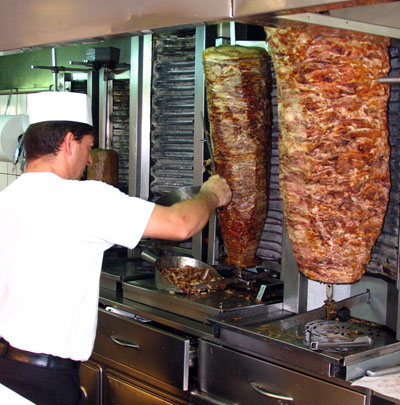
在烤肉器上的旋转烤肉

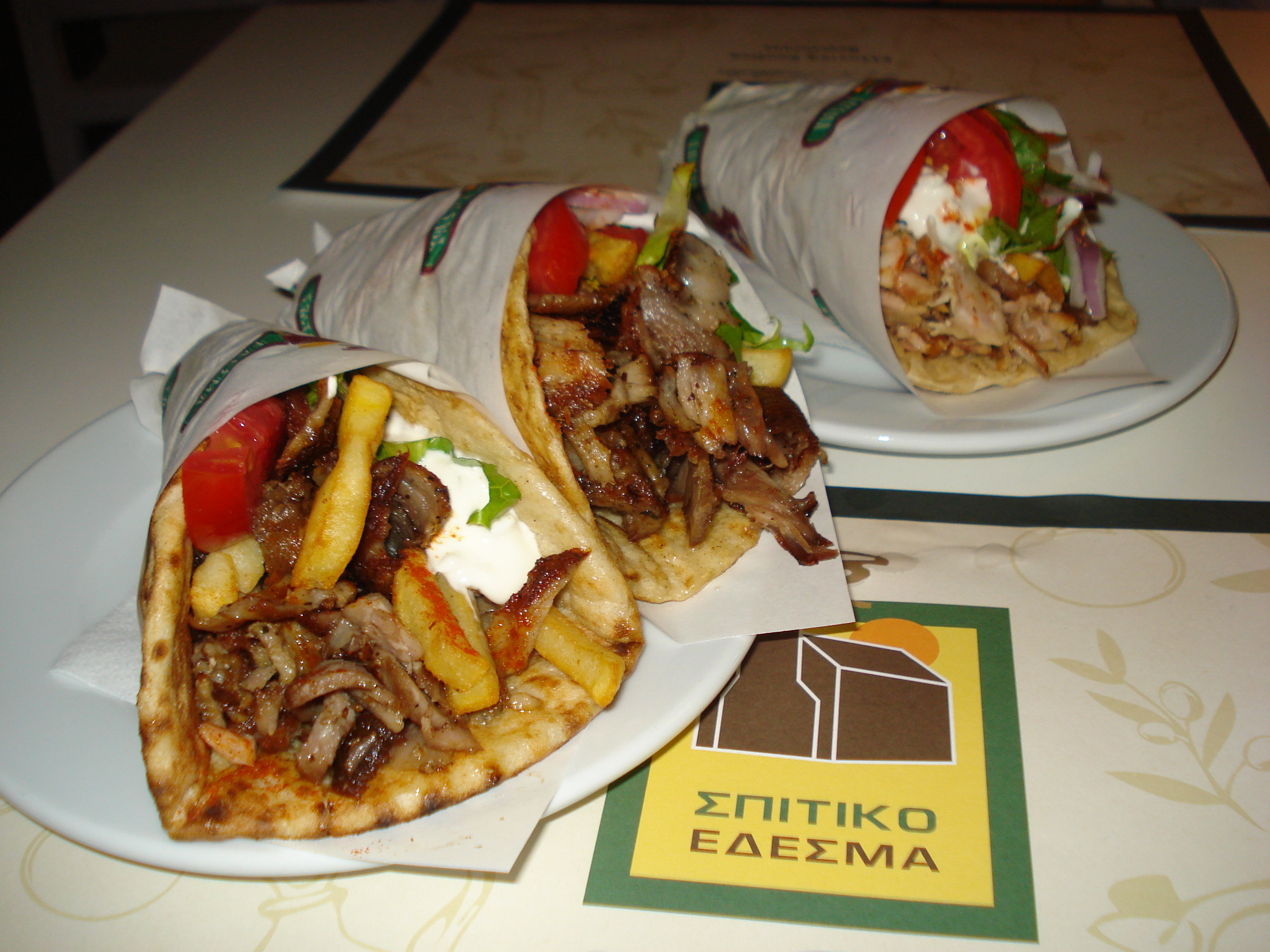
用旋转烤肉做成的三明治

希腊旋转烤肉（[ˈʝiros]，含义为「旋转」），希腊的一种肉类制品，将肉置于旋转的烤肉器上烤制而成。它经常作为三明治食用。
旋转烤肉在制作时，需要将成片的肉置于一个高大的回转式烤肉器上，烤肉器为垂直放置，并置于热源之上。
與土耳其烤肉和沙威玛都算類似的料理，三者過於類似而很容易混淆，且現在的分界也越來越模糊，主要的差異在於包夾用的主食種類和餡料選擇。